# فریباماهی گلوآبی
فریباماهی گلوآبی (نام علمی: Sufflamen albicaudatum) نام یک گونه از تیره فریباماهیان است.